# Heinrich Ritthausen

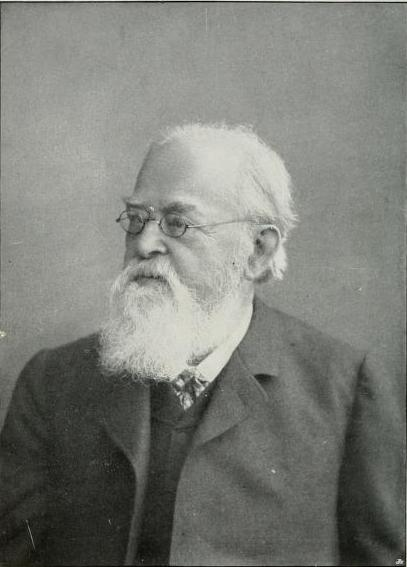
Heinrich Ritthausen

Karl Heinrich Leopold Ritthausen (* 13. Januar 1826 in Armenruh bei Goldberg (Schlesien); † 16. Oktober 1912 in Charlottenburg) war ein deutscher Agrikulturchemiker.

## Leben
Ritthausen studierte nach dem Besuch der Freiherrlich von Fletcherschen Lehrerseminars Chemie an der Universität Leipzig, promovierte dort 1853 und war von 1854 bis 1856 an der Landwirtschaftlichen Versuchsstation Möckern tätig. An der Agro-Chemischen Forschungsstation Saarau in Schlesien war er von 1857 bis 1858 deren erster Direktor. Von 1858 bis 1868 wirkte er als Professor für Agrikulturchemie an der Landwirtschaftlichen Akademie Waldau bei Königsberg und anschließend fünf Jahre lang an der Landwirtschaftlichen Akademie in Bonn-Poppelsdorf. Von 1873 bis 1899 lehrte er als ordentlicher Professor für Agrikulturchemie an der Universität Königsberg.
Sein wissenschaftliches Interesse galt überwiegend der Eiweißforschung. Die meisten Ergebnisse seiner Experimente veröffentlichte er in den „Berichten der Deutschen Chemischen Gesellschaft“. In Königsberg gelang es Ritthausen 1866 erstmals, durch schwefelsauren Aufschluss aus den Kleberproteinen des Getreides, die Aminosäure Glutaminsäure zu isolieren. Die dabei gewonnenen Kristalle übergab er zur weiteren Analyse dem Professor für Chemie in Königsberg Gustav Werther, der daraufhin die Zusammensetzung definieren konnte. Nach Ritthausens Wechsel nach Bonn erfolgte die Strukturaufklärung auf seine Veranlassung hin durch seinen Assistenten, den deutschen Chemiker Wilhelm Dittmar.
Ritthausen war Freimaurer und von 1859 bis 1868 Mitglied der Königsberger Loge Zum Todtenkopf und Phoenix.
Heinrich Ritthausen starb 1912 im Alter von 86 Jahren in seiner Wohnung in der Joachimsthaler Straße 15 in Charlottenburg. Beigesetzt wurde er auf dem Kaiser-Wilhelm-Gedächtnis-Friedhof in Charlottenburg (heutiger Ortsteil Berlin-Westend). Das Grab ist nicht erhalten.

## Hauptwerk
Die Eiweißkörper der Getreidearten, Hülsenfrüchte und  Ölsamen. Beiträge zur Physiologie der Samen der Culturgewächse, der  Nahrungs- und Futtermittel. Bonn 1872.